# Phố Hàng Chuối
Hàng Chuối là một con phố thuộc phường Phạm Đình Hổ, quận Hai Bà Trưng, nằm ngoài khu phố cổ Hà Nội cho dù có chữ Hàng, đi từ phố Hàn Thuyên đến phố Nguyễn Công Trứ. Phố Hàng Chuối có chiều dài 460 mét.

## Lịch sử
Hàng Chuối xưa là dải đất nằm ở bờ phía Đông của hồ Hữu Vọng. Nửa phố phía Bắc nguyên là đất thôn Nhân Chiêu và thôn Đức Bác. Còn nửa phía Nam là đất thôn Yên Hội, đều thuộc tổng Hậu Nghiêm, huyện Thọ Xương cũ.
Tới giữa thế kỷ XIX, hai thôn Đức Bác, Nhân Chiêu cùng một số thôn khác hợp với thôn Cảm Ứng thành thôn Cảm Hội. Và lúc này tổng Hậu Nghiêm cũng đã đổi thành tổng Thanh Nhàn.
Vì đất ven hồ có trồng nhiều chuối, nên khi ra thành phố dân chúng gọi luôn là phố Hàng Chuối.
Ngày nay ở số nhà 5 phố này còn có chùa Trường Tín xây cất năm 1824. Hiện trong chùa còn có một đôi câu đối nhắc tới các thôn cũ:
Trường vân hồ tai, đức bác tắc hóa quảng hĩ
Tín ni dĩ hĩ, nhân chiêu tư phật lập yên
Nghĩa là:
Nói dài như vậy, đức tộng thì ắt hòa được khắp
Lòng tin mà thôi, nhân sáng ấy là phật độ trì
Trong hai vế này có đủ tên chùa và tên hai thôn quanh khu vực chùa: Trường Tín, Đức Bác, Nhân Chiêu.
Thời Pháp thuộc phố có tên gọi rue Générale Beylié (phố tướng Bây-li-ê).